# Cyphochilus latifolius
Cyphochilus latifolius är en orkidéart som beskrevs av Rudolf Schlechter. Cyphochilus latifolius ingår i släktet Cyphochilus, och familjen orkidéer. Inga underarter finns listade i Catalogue of Life.